# Golec uOrkiestra 3
Golec uOrkiestra 3 – kolejny album zespołu Golec uOrkiestra. Do nagrania Kiloherce prosto w serce zespół zaprosił m.in. dwie kapele ludowe oraz chór cerkiewny Oktoich, poszerzono także skład o bluesowego gitarzystę Grzegorza Kapołkę. Na płycie pojawiła się nowa wersja piosenki Wojciecha Gąssowskiego „Gdzie się podziały tamte prywatki”, która w góralskim wykonaniu Golców otrzymała tytuł „Gdzie się podziały nasze podatki”, a także „Zwycięstwo”, piosenka napisana z okazji Zimowej Uniwersjady 2001 w Zakopanem, zadedykowana polskiemu skoczkowi Adamowi Małyszowi (zespół towarzyszył podczas konkursów Pucharu Świata) oraz piłkarskiej reprezentacji Polski.
10 czerwca 2009 roku wydawnictwo uzyskało status platynowej płyty w Polsce.

## Lista utworów
1. „Pędzą konie” (Singel)
2. „Gdzie się podziały nasze podatki” (Singel)
3. „Zwierzenia pewnego cienia” (Singel)
4. „Słonik”
5. „Kto się ceni” (Singel)
6. „Walc chemiczny”
7. „Zwycięstwo”
8. „Mów do mnie miły”
9. „Połamaniec”
10. „Pragnę cię miłować”
11. „Nie dajmy się”
12. „Plaża”
13. „Drzewa”